# Gérald Roussel
Pour les articles homonymes, voir Roussel.
Gérald Roussel, C.M., est un pédagogue et un juge de paix canadien, originaire de Tracadie-Sheila, au Nouveau-Brunswick. Il est aussi chef scout durant 31 ans. Il est considéré comme le patriarche de Sheila et a grandement contribué à sa communauté, en particulier auprès des jeunes. Il est fait membre de l'ordre du Canada en 1984. Il meurt le 20 avril 1988.